# Нерода, Георгий Васильевич
Гео́ргий Васи́льевич Неро́да (17 (29) января 1895 года, Чернигов, Российская империя — 8 марта 1983 года, Москва, РСФСР, СССР) — советский скульптор, народный художник РСФСР (1967 год), член-корреспондент Академии художеств СССР (с 1967 года).

## Биография
Окончил Черниговскую гимназию.
В 1913—1917 годах учился в Московском училище живописи, ваяния и зодчества у С. М. Волнухина.
В 1917 году вернулся в Чернигов. Возглавлял черниговское губернское бюро профсоюза работников искусств, заведовал отделом изобразительных искусств и охраны памятников черниговского Губнародобраза, был инструктором Губсовнархоза, на базе частных керамических мастерских организовывал выпуск детских игрушек.
С 1924 года — участник художественных выставок. Сотрудничал в Ассоциации художников революционной России (АХРР). Создал для Музея Революции в Москве бюсты Е. И. Пугачёва (1926), П. И. Пестеля (1926), К. Ф. Рылеева (1926), А. В. Луначарского (1928). Активно участвовал в реализации ленинского плана монументальной пропаганды.
Выполнил проекты монумента Первой Конной Армии для Ворошиловграда (1934); скульптуры И. В. Сталина (1935) для Парижской выставки, памятника писателю М. М. Коцюбинскому для Винницы (1933), а также мемориальной доски-барельефа в память о революционере И. В. Бабушкине на станции Слюдянка (1940) и др.
В годы Великой Отечественной войны, с 1942 по 1943 год, находился на Северо-Западном и Юго-Западном фронтах как военный художник, создал яркую галерею скульптурных портретов героев-фронтовиков: полковников Зеленкова и А. В. Котцова, снайпера Савченко и другие.
В послевоенный период и в последующие десятилетия создал скульптурные портреты Г. К. Орджоникидзе (Серго) (1946), В. Я. Брюсова (1955), К. Маркса (1963), А. С. Пушкина (1965), В. И. Ленина ( 1973) и др. В период строительства нового здания Московского университета на Ленинских горах выполнил бюсты Н. Г. Чернышевского (1953) и академика И. М. Губкина (1951).
В 1960 году перед Военно-воздушной инженерной академией имени Н. Е. Жуковского в Москве был установлен выполненный из гранита бюст Н. Е. Жуковского работы Г. В. Нероды (арх. И. Г. Француз). Большую помощь в работе над созданием образа великого русского учёного скульптору оказали ученики Н. Е. Жуковского Г. М. Мусинянц и Г. Х. Сабинин рассказами о своём учителе и редкими его фотографиями. 

«Мне хотелось передать не только портретное сходство, но и огромный талант, постоянные искания великого русского ученого, его взгляд в будущее, уверенность в техническом прогрессе нашей Родины»— воспоминания Г. Нероды
В 1974 году за создание памятника «Героям-морякам» на Приморской площади Североморска Г. В. Нероде и архитектору А. Н. Душкину была присуждена серебряная медаль имени М. Б. Грекова.
Скончался 8 марта 1983 года в г. Москве. Похоронен на Преображенском кладбище.

## Произведения
- Портрет А. В. Луначарского (1928, бронза, Мемориальный музей-квартира А. В. Луначарского, Москва).
- Памятник В. И. Ленину в Ростове-на-Дону (1929, бронза).
- Портрет Я. М. Свердлова (1932, гипс, Третьяковская галерея).
- Памятник Г. К. Орджоникидзе в Кисловодске (1939, открыт в 1951, бронза); в 1955 году такой же памятник (копия) установлен в Свердловске.
- Бюст Н. Е. Жуковского перед Научно-мемориальным музеем профессора Н. Е. Жуковского (1958).
- Портрет В. И. Ленина (1970, кованая медь, Министерство культуры СССР).
- Памятник В. И. Ленину в Перми (открыт в 1954, бронза).
- Скульптурная композиция на здании Алтайского краевого театра драмы (1972).
- Памятник В. И. Ленину в Улан-Удэ (открыт в 1971, бронза).
- Монумент Победы в Великом Новгороде (открыт в 1974, камень, бронза).
- Памятник Александру Пушкину в Таганроге (открыт в 1986, бронза)[3].
- Памятник Ленину в г. Белгород (1957)
- Памятник над братской могилой "Скорбящая мать" в Белгороде (1959)
- Памятник Ленину в Нижнем Новгороде (1970)
- Памятник Ленину в Павловске (1967)